# Fattoria di Marena
La Fattoria di Marena è un edificio storico in località Marena presso Bibbiena, in provincia di Arezzo.
Pietro Nati, medico e botanico, acquisì la casa padronale e la fattoria di Marena alla fine del XVII secolo attraverso un'asta pubblica.
L'accesso alla villa, posta vicino all'abitato di Bibbiena, avviene tramite un viale di cipressi centenari, che termina di fronte alla semplice facciata principale dell'edificio, ornata da una bella scala a doppia rampa e dallo stemma della famiglia Nati posto sul portone principale d'ingresso.
Il giardino frontale conserva poche tracce dell'antica sistemazione all'italiana, mentre quello retrostante è caratterizzato da una grande fontana in pietra serena e cotto, che segnava probabilmente il centro di un impianto simmetrico successivamente alterato dalla piantumazione di conifere avvenuta agli inizi del Novecento.
Tra queste essenze presenti un bell'esemplare di sofora pendula. Sotto una graziosa loggia con colonne in cotto è posta un'elegante "pesa" dell'inizio del Novecento ancora funzionante. Tra i vari fabbricati che compongono la proprietà si ricorda la piccola cappella gentilizia, costruita alla fine del Settecento e decorata internamente in periodo successivo.